# Jose Rujano Guillen
José Humberto Rujano Guillen (1982. február 18. –) venezuelai profi kerékpáros. Az Androni Giocattoli versenyzője.

## Eredményei
2004:
1. Vuelta al Táchira
2 szakasz
3. Vuelta a Venezuela
2005:

3. Giro d’Italia
 Hegyi pontverseny
19. szakasz
1. Vuelta al Táchira
3 szakasz
1. Clasico Banfoandes
2007:

 Venezuelai időfutambajnok
2009:

9. Vuelta al Táchira
3 szakasz
 Venezuelai időfutambajnok
1. Vuelta a Colombia
4 szakasz
1. Vuelta a Venezuela
2010:
1. Vuelta al Táchira
1 szakasz
1. Tour de Langkawi
1 szakasz
2011:
6. Giro d’Italia
9. és 13. szakasz
2012:
2. Tour de Langkawi